# Kanton Villepinte
Kanton Villepinte is een voormalig kanton van het Franse departement Seine-Saint-Denis. Kanton Villepinte maakte deel uit van het arrondissement Le Raincy en telde 33.782 inwoners (1999).
Het werd opgeheven bij decreet van 21 februari 2014 met uitwerking op 22 maart 2015.

## Gemeenten
Het kanton Villepinte omvatte enkel de gemeente Villepinte.